# Hydropionea rusina
Hydropionea rusina là một loài bướm đêm trong họ Crambidae.